# Epictia
Genre
Synonymes
- Stenostoma Wagler, 1824
- Sabrina Girard, 1857
- Stenostomophis Rochebrune, 1884

Epictia est un genre de serpents de la famille des Leptotyphlopidae. 

## Répartition
Les 44 espèces de ce genre se rencontrent en Amérique.

## Liste des espèces
Selon The Reptile Database (7 mai 2017) :
- Epictia albifrons (Wagler, 1824)
- Epictia albipuncta (Burmeister, 1861)
- Epictia alfredschmidti (Lehr, Wallach, Köhler & Aguilar, 2002)
- Epictia amazonica (Orejas-Miranda, 1969)
- Epictia antoniogarciai Koch, Venegas & Böhme, 2015
- Epictia ater (Taylor, 1940)
- Epictia australis (Freiberg & Orejas-Miranda, 1968)
- Epictia bakewelli (Oliver, 1937)
- Epictia borapeliotes (Vanzolini, 1996)
- Epictia clinorostris Arredondo & Zaher, 2010
- Epictia columbi (Klauber, 1939)
- Epictia diaplocia (Orejas-Miranda, 1969)
- Epictia fallax (W. Peters, 1858)
- Epictia goudotii (Duméril & Bibron, 1844)
- Epictia guayaquilensis (Orejas-Miranda & J. Peters, 1970)
- Epictia hobartsmithi Esqueda et al., 2015
- Epictia magnamaculata (Taylor, 1940)
- Epictia martinezi Wallach, 2016
- Epictia melanura (Schmidt & Walker, 1943)
- Epictia munoai (Orejas-Miranda, 1961)
- Epictia pauldwyeri Wallach, 2016
- Epictia peruviana (Orejas-Miranda, 1969)
- Epictia phenops (Cope, 1875)
- Epictia resetari Wallach, 2016
- Epictia rioignis Koch et al., 2019
- Epictia rubrolineata (Werner, 1901)
- Epictia rufidorsa (Taylor, 1940)
- Epictia schneideri Wallach, 2016
- Epictia septemlineata Koch, Venegas & Böhme, 2015
- Epictia signata (Jan, 1861)
- Epictia striatula (Smith & Laufe, 1945)
- Epictia subcrotilla (Klauber, 1939)
- Epictia teaguei (Orejas-Miranda, 1964)
- Epictia tenella (Klauber, 1939)
- Epictia tesselata (Tschudi, 1845)
- Epictia tricolor (Orejas-Miranda & Zug, 1974)
- Epictia undecimstriata (Schlegel, 1839)
- Epictia unicolor (Werner, 1913)
- Epictia vanwallachi Koch, Venegas & Böhme, 2015
- Epictia vellardi (Laurent, 1984)
- Epictia venegasi Koch, Santa Cruz & Cárdenas, 2016
- Epictia vindumi Wallach, 2016
- Epictia vonmayi Koch, Santa Cruz & Cárdenas, 2016
- Epictia wynni Wallach, 2016

## Publication originale
- Gray, 1845 : Catalogue of the specimens of lizards in the collection of the British Museum, p. 1-289 (texte intégral).